# St Anne’s Church, Soho

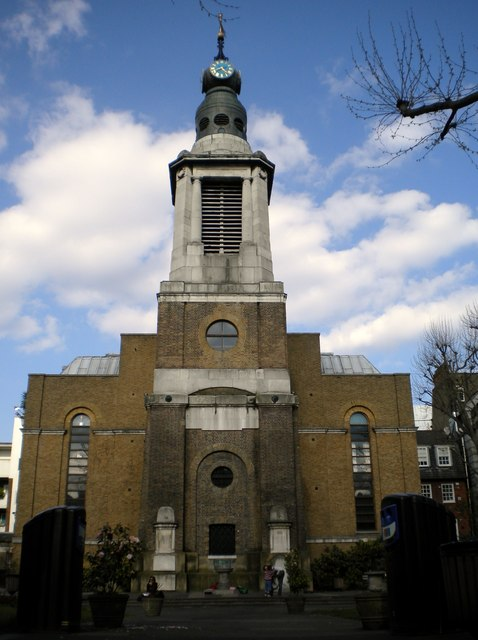
St Anne’s Church, Turmansicht

Innenansicht von 1890

Saint Anne’s Church war eine anglikanische Pfarrkirche im Londoner Innenstadtbezirk Soho und eine der Wren-Kirchen in London. Nach der Zerstörung 1940 und dem Wiederaufbau 1990 dient sie heute als Gemeindezentrum.

## Geschichte
Bauarbeiten an der Kirche begannen 1677 auf einem Grundstück außerhalb der damaligen Bebauungsgrenzen der City of Westminster. Die Pläne des als sechsjochige Emporenhalle mit ionischen, ein Tonnengewölbe tragenden Säulen konzipierten Bauwerks, dessen östliches Joch im Innern als eine halbrunde Apsis ausgestaltet war, stammten von Christopher Wren  bzw. seinem Mitarbeiter William Talman. Die Kirche wurde am 21. März 1686 von Bischof Henry Compton konsekriert und nach der Namenspatronin der späteren Queen Anne benannt, deren Erzieher Compton war. Zugleich wurde die Kirche unter dem Namen St Anne Within the Liberty of Westminster aus dem Pfarrbezirk von St Martin-in-the-Fields gelöst. 1699 erhielt die Kirche als Stiftung der Königinwitwe Katharina von Braganza ihre Orgel durch den Orgelbauer Bernard Smith, erster Organist wurde der Komponist William Croft. Der mit einem Spitzhelm gedeckte Kirchturm wurde 1718 vollendet, aber 1801 bis 1803 durch den jetzigen Turmbau von Samuel Pepys Cockerell ersetzt.
Die Kirche wurde 1940 bis auf ihre (anschließend abgebrochenen) Umfassungsmauern zerstört und nur der Turmbau wiederhergestellt. Die Pfarrei selbst wurde aufgelöst und Teil des Pfarrbezirks St Anne with St Thomas and St Peter, Soho. Nach älteren Plänen, die Kirchenruine als Denkmal der Zerstörung zu belassen oder wiederaufzubauen, fiel 50 Jahre nach ihrer Zerstörung die Entscheidung zu einem Neubau unter Beibehaltung des Turmbaus. Die Grundsteinlegung durch Princess Anne erfolgte am 12. März 1990, die Einweihung am Annentag, dem 26. Juli 1991.